# UFC Fight Night: Rozenstruik vs. Sakai
UFC Fight Night: Rozenstruik vs. Sakai (também conhecido como UFC Fight Night 189, UFC on ESPN + 47 e UFC Vegas 28) foi um evento de artes marciais mistas produzido pelo Ultimate Fighting Championship que aconteceu em 5 de junho de 2021 UFC Apex em Enterprise, Nevada, parte de a Área Metropolitana de Las Vegas, nos Estados Unidos.

## Antecedentes
A atração principal do evento foi a luta de pesos pesados entre Jairzinho Rozenstruik e Augusto Sakai. 
Também era aguardado uma luta peso palha feminino entre Amanda Ribas e a ex-campeã dos pesos-palha do Invicta FC Angela Hill. Essa luta estava programa para ocorrer no UFC on ESPN: Rodriguez vs. Waterson, mas foi adiada devido ao teste positivo para COVID-19 de Amanda Ribas. Elas deveriam se enfrentar neste evento. Duas semanas depois, a luta foi cancelada mais uma vez, pois Amanda ainda estava sofrendo de sintomas persistentes da COVID-19.
Era esperado uma luta entre os pesos-médios Alessio Di Chirico e Roman Dolidze. No entanto, devido uma lesão, Di Chirico desistiu da luta em meados de maio devido a uma lesão. Os promotores do evento não anunciaram se Dolidze permaneceria ou não no card de lutas, ou se essa luta seria reprogramada para um evento futuro.

## Bônus da Noite
Os lutadores receberam US$50.000 de bônus:
- Luta da Noite:  Santiago Ponzinibbio vs.  Miguel Baeza
- Performance da Noite:  Jairzinho Rozenstruik e  Marcin Tybura